# Kim Bodnia
Kim Bodnia, né le 12 avril 1965 à Copenhague, est un acteur danois.

## Biographie

### Jeunesse et formation
Il est né à Frederiksberg, une banlieue de Copenhague, et a grandi dans la ville du Sjælland septentrional, Espergærde. Sa famille est juive d’origines polonaise et russe, mais il n’est pas pratiquant.
Dans sa jeunesse, il est fasciné par la musique de jazz dans les locaux branchés et les bars de Copenhague et il a également commencé à écrire des paroles et des poèmes ; il forme un duo comique avec son collègue Henrik Fiig. Enfant, il n’a pas été, selon ses propres déclarations, un très bon élève à l’école et se décrit comme un clown qui n’avait pas envie de faire des études.
Il s’intéressait principalement à l’athlétisme, en particulier la course sur cent mètres et le saut en longueur, où il était le champion junior du Sjælland pendant plusieurs années. Bodnia voulait devenir gardien de but, mais une blessure au pied l’a empêché de poursuivre une carrière dans le football professionnel.
Adolescent, il s’inscrit à l’école du soir d’Espergærde où il rejoint le groupe de théâtre où Michael Carøe était professeur d’art dramatique. Quand il avait 16 ans sa mère lui a suggéré de poser sa candidature pour l'École nationale de théâtre à Copenhague. Sa première candidature échoue, mais il intègre l’école à sa deuxième tentative un an plus tard en 1987. 
L’un de ses premiers rôles principaux après l’obtention du diplôme en 1991 est « Patrick Bateman » dans une version théâtrale de American Psycho. Ses débuts timides dans le cinéma commencent par un rôle mineur dans le film En afgrund af frihed  (1989), où il joue le rôle d’un videur.

### Carrière cinématographique
En 1991, Kim Bodnia a joué le rôle principal dans la pièce Cabale et Amour du dramaturge allemand Schiller au Jomfru Ane Teatret d’Aalborg et dans Karate Billy est de retour au  Kanonhallen d’Østerbro en 1992. Cette même année, il a également collaboré au cabaret Himlen under København au Café Liva à Nyhavn. 
Le premier rôle de Bodnia dans un film était dans Bulldozer (1993), réalisé par Maria Sødahl.  Il se fait connaître un an plus tard par son interprétation remarquée dans le thriller de Ole Bornedal Night Watch qui a reçu une excellente critique et qui a permis la vente de plus de 465.000 entrées au Danemark. En 1995, il a reçu un Robert pour  le meilleur second rôle de l’année.  De même, il a également reçu le prix Krumme et une nomination aux Bodil, les deux prix étant spécifiques aux films danois et nordiques. 
Il joue le rôle d’un trafiquant de drogue controversé dans le premier film de Nicolas Winding Refn Pusher en 1996. Pusher a été vu par 185 000 personnes au  Danemark et les droits ont été vendus à 50 pays. En 2012, la suite du  film qui deviendra une trilogie est enregistrée en Angleterre, Pusher 2 : Du sang sur les mains où Zlatko Burić joue de nouveau le rôle du baron de la drogue serbe Milo. En 1999, la coopération de Bodnia continue avec Winding Refn avec  le drame psychologique Bleeder, où il a reçu des critiques élogieuses pour son rôle de Leo. Bleeder fait néanmoins  la couverture des journaux et des médias lorsque Bodnia menace de porter plainte contre le réalisateur pour ses « méthodes irresponsables » dans le tournage du film. Par ailleurs, plusieurs acteurs se seraient physiquement blessés pendant le tournage et auraient subi des humiliations personnelles.
En 1999, il joue le rôle principal du brutal Harald dans le film d'action de Lasse Spang Olsen « En Chine ils mangent les chiens », qui est un grand succès avec près d'un quart de million d'entrées dans les cinémas. Il joue ensuite dans Old Men in News Cars en 2002 qui a  aussi un grand succès au cinéma dans son pays. Sa coopération avec Spang Olsen continue dans le rôle d’un capitaine de pirates, Jolly Roger, dans le film pour enfants « Jolly Roger » (Pavillons pirates et corsaires, 2001) et en 2004 avec la comédie « Inkasso » et le  film d'action The Good Cop dont Bodnia a également écrit le scénario.
Bodnia apparaît également dans plusieurs films norvégiens, y compris Himmelfald (2002), Monstertorsdag (2004) et Tomme Tønner (2010). Il joue aussi dans film indien de Bollywood , Delhi Belly en 2011 ;  il y joue le mafieux  russe Vladimir Dragunsky. En 2014, il endosse le rôle d’un tortionnaire brutal iranien dans le film de Jon Stewart, Rosewater. Le film relate l’histoire vraie  d’un journaliste canado-Iranien, Maziar Bahari, qui a été torturé pendant 118 jours dans la prison d'Evin en 2009. La première de Rosewater aux USA a lieu le 14 novembre 2014 et la performance de Bodnia en tant qu’interrogateur brutal dénommé Rosewater, a été salué par la plupart des critiques du pays.

### Séries télévisées
Bien qu'il soit avant tout un acteur de cinéma, Bodnia fait également des apparitions à la télévision, comme son premier rôle dans la mini-série suédoise Snapphanar en 2006. Il intervient par la suite dans trois épisodes de la première saison de The Killing (2007) et dans deux épisodes de la série-comédie Hvor fanden er Herning? en 2009. En 2011, il joue le rôle de Jakov dans l’épisode 4 de Den som dræber  et dans la série germano-suédoise  Der Kommissar und das Meer (2012).
En 2011, il joue le rôle remarqué du  commissaire de police criminelle, Martin Rohde, dans la série policière Bron/Broen, très appréciée au Danemark avec plus de 650 000 téléspectateurs en moyenne par semaine. Bron a été vendue à cent vingt pays et l'Angleterre, la France et les États-Unis ont fait leurs propres versions de la série. Le 10 juin 2014, la deuxième saison de Bron remporte la Nymphe d'or  de la meilleure série télévisée et Bodnia reçoit le prix du meilleur acteur masculin. Mécontent du scénario et de l'évolution que prenait son personnage, il prend la décision de ne pas poursuivre dans la troisième saison.
À partir de 2018, Kim Bodnia endosse le rôle de Konstantin Vasiliev, mentor de la tueuse Villanelle, dans le feuilleton américano-britannique Killing Eve avec Sandra Oh et Jodie Comer dans les deux rôles principaux.

### Carrière de réalisateur et metteur en scène-scénariste
En 2001, il a écrit et réalisé le court métrage Escape - « Fuir la solitude » avec Dejan Čukić dans le premier rôle. 
Au début de 2014, il met en scène la pièce The Tailor’s Tale, une pièce de théâtre basée sur une histoire vraie qui relate la fuite des juifs danois en Suède pendant la Seconde Guerre mondiale. La pièce a été jouée à la Scandinavia House – The Nordic Center in America (en), le Centre nordique aux États-Unis, à Manhattan, New York.

## Filmographie

### Cinéma
- 1994 : Le Veilleur de nuit d'Ole Bornedal : Jens
- 1996 : Pusher de Nicolas Winding Refn : Frank
- 1999 : Bleeder de Nicolas Winding Refn : Leo
- 2001 : Øyenstikker de Marius Holst : Eddie
- 2007 : Écho (Ekko) d'Anders Morgenthaler : Simon
- 2008 : La Candidate (Kandidaten) de Kasper Barfoed : Claes Kiehlert
- 2008 : Frygtelig lykkelig (Terribly Happy) de Henrik Ruben Genz : Jørgen Buhl
- 2009 : Vølvens forbandelse de Mogens Hagedorn : Harald Blåtand
- 2009 : The Christmas Party (Julefrokosten) de Rasmus Heide : Buller
- 2010 : Tomme tønner de Leon Bashir et Sebastian Dalén : Dansken
- 2010 : Revenge de Susanne Bier : Lars
- 2011 : Love Is All You Need de Susanne Bier : Leif
- 2011 : Delhi Belly d'Abhinay Deo : Vladimir Dragunsky
- 2012 : The Stranger Inside d'Adam Neutzsky-Wulff : Uli
- 2013 : Rendez-vous à Kiruna d'Anna Novion : John le biker
- 2014 : Serena de Susanne Bier : Abe Hermann
- 2024 : Face à la mer : l'histoire de Trudy Ederle (Young Woman and the Sea) de Joachim Rønning
- 2025 : F1 de Joseph Kozinski : Kaspar

### Télévision
- 2006 : The Guild de Måns Mårlind et Björn Stein : Mogens Laumann
- 2007 : The Killing : Bülow
- 2010 : Les Enquêtes du commissaire Winter : Benny
- 2011-2013 : Bron : Martin Rohde
- 2018 - 2022 : Killing Eve : Konstantin (28 épisodes)
- 2020 : L'Écuyer du roi : le moine
- 2021 : The Witcher (série télévisée) : Vesemir